# Neuhaus, Kärnten
Neuhaus (slovenska: Suha) är en ort och kommun i distriktet Völkermarkt i det österrikiska förbundslandet Kärnten. Neuhaus, som nämns för första gången i ett dokument från år 1288, har 1 015 invånare (2024). Kommunen gränsar i sydöst mot Slovenien.
Kommunen består av 16 orter (Ortschaften) (inom parentes invånarantal 1 januari 2024):

- Bach (63)
- Berg ob Leifling (26)
- Draugegend (0)
- Graditschach (23)
- Hart (70)
- Heiligenstadt (24)
- Illmitzen (35)
- Kogelnigberg (13)
- Leifling (20)
- Motschula (77)
- Neuhaus (113)
- Oberdorf (53)
- Pudlach (270)
- Schwabegg (171)
- Unterdorf (28)
- Wesnitzen (29)